# Zora Neale Hurston
Zora Neale Hurston (Notasulga, 7 gennaio 1891 – Fort Pierce, 28 gennaio 1960) è stata una scrittrice, antropologa  e studiosa del folklore statunitense.
Fece parte del movimento dell'Harlem Renaissance, scrisse quattro romanzi e pubblicò più di cinquanta racconti, sceneggiature teatrali e saggi, ed è nota soprattutto per il suo romanzo del 1937 I loro occhi guardavano Dio. Nel 2002 lo studioso Molefi Kete Asante l'ha inclusa nella lista dei 100 più grandi afroamericani.

## Biografia

### L'infanzia e gli studi
Zora Neale Hurston era la sesta degli otto figli di John e Lucy Ann Hurston (nata Potts). Suo padre era un reverendo battista, agricoltore affittuario e carpentiere, mentre sua madre era un'insegnante. Benché la Hurston dicesse di essere nata a Eatonville, in Florida, nel 1901, in realtà nacque nel 1891 a Notasulga, in Alabama, dove crebbe suo padre; la sua famiglia si trasferì a Eatonville, una delle prime città degli Stati Uniti abitata solamente da afroamericani, quando lei aveva tre anni. Più tardi suo padre divenne sindaco della città, la quale venne glorificata nelle storie della Hurston come un posto in cui i neri americani potevano vivere come volevano, indipendenti dalla società bianca. La Hurston passò il resto dell'infanzia a Eatonville, e descrisse quegli anni nel suo saggio del 1928 How It Feels to Be Colored Me.
Nel 1904 sua madre morì e suo padre si risposò quasi subito. Il padre e la matrigna la mandarono a studiare a Jacksonville, in Florida. Qualche tempo più tardi fece alcuni lavori umili per poi essere assunta come cameriera della voce solista della compagnia teatrale itinerante Gilbert & Sullivan. Nel 1917 si iscrisse alla Morgan Academy, la scuola superiore che faceva parte della Morgan State University, a Baltimora, nel Maryland. Fu in questo periodo che la ventiseienne Hurston, probabilmente per avere i requisiti necessari a conseguire la qualifica, dichiarò di essere nata nel 1901, togliendosi così dieci anni. Si diplomò nel 1918.
Lo stesso anno iniziò gli studi universitari alla Howard University, dove fu una delle prime iniziate della confraternita femminile Zeta Phi Beta e fu cofondatrice del giornale dell'università, il The Hilltop. Nel 1924 lasciò l'università e l'anno successivo le venne offerta una borsa di studio per il Barnard College, dove sarebbe stata l'unica studente nera. Hurston si laureò in antropologia nel 1927. Mentre era al Barnard College, condusse ricerche etnologiche con il noto antropologo della Columbia University Franz Boas. Lavorò anche con Ruth Benedict e con la compagna di studi Margaret Mead. Dopo essersi laureata Hurston passò due anni come studente laureato in antropologia alla Columbia University.

### Dopo gli studi
Finiti gli studi compì molti viaggi nei Caraibi e in America del Sud per immergersi nelle culture locali e condurre ricerche antropologiche. Nel 1927 sposò Herbert Sheen, un musicista jazz già suo compagno di classe all'Howard College dal quale si separò nel 1931. Nel 1939, mentre stava lavorando per la Works Project Administration, un'agenzia governativa, sposò Albert Price, un ventitreenne anch'esso impiegato alla WPA, ma il matrimonio finì pochi mesi dopo.Anni più tardi, in aggiunta alla sua carriera letteraria, lavorò alla North Carolina Central University, allora conosciuta come North Carolina College for Negroes.
Nel 1948 la Hurston venne accusata di molestie a danno di un bambino di dieci anni. Benché il caso sia stato chiuso ed ella scagionata da ogni accusa perché si trovava in Honduras nel momento del presunto crimine, mentre il bambino era stato dichiarato malato di mente, la vita della scrittrice risentì molto dello scandalo sollevato dalla vicenda.
La Hurston passò gli ultimi dieci anni della sua vita come scrittrice freelance per riviste e giornali. Lavorò in una biblioteca di Cape Canaveral, in Florida, e come supplente e cameriera a Fort Pierce.
Durante un periodo di difficoltà finanziarie e di salute precaria, la Hurston venne costretta al ricovero nel St. Lucie County Welfare Home, dove ebbe un infarto e morì di cardiopatia causata dall'ipertensione. Venne seppellita in una tomba senza nome nel cimitero Garden of Heavenly a Fort Pierce. Nel 1973 la scrittrice afroamericana Alice Walker e la studiosa letteraria Charlotte Hunt trovarono una tomba senza nome nell'area del cimitero in cui era stata seppellita la Hurston e decisero di scrivervi il suo nome.

## Carriera letteraria

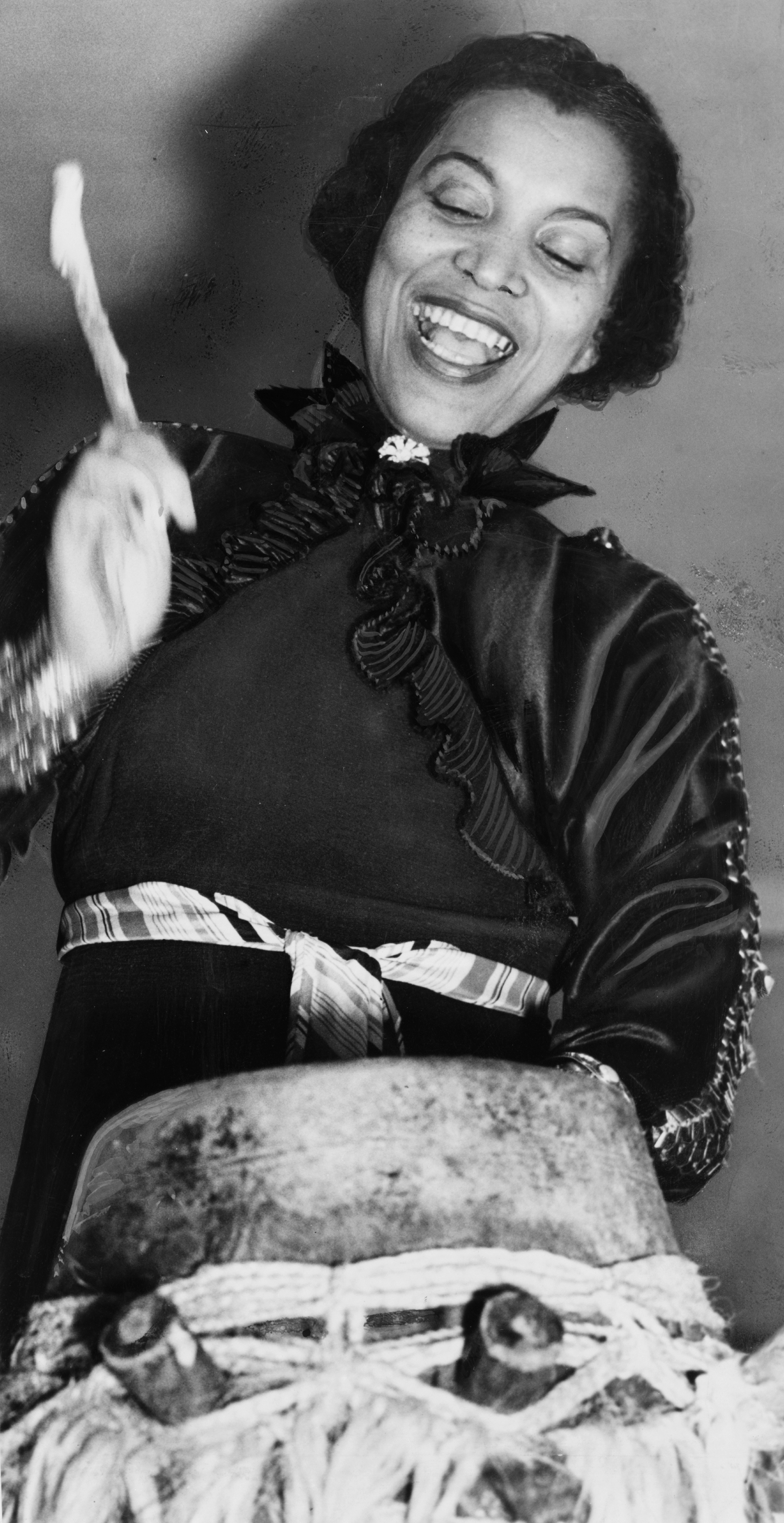
Zora Neale Hurston nel 1937

### Anni '20
Quando la Hurston arrivò a New York, nel 1925, l'Harlem Renaissance era al suo picco e presto divenne una delle scrittrici più importanti. Poco dopo essere entrata al Barnard College, il racconto Spunk venne scelto per The New Negro, una antologia di narrativa, poesia e saggi considerata una pietra miliare per l'arte e letteratura africana e afroamericana. Nel 1926 un gruppo di giovani scrittori neri tra cui la stessa Hurston, Langston Hughes e Wallace Thurman, si definì come i Niggerati, e fondò una rivista letteraria chiamata Fire!!, la quale aveva come protagonisti giovani artisti e scrittori dell'Harlem Renaissance.

### Anni '30
Dalla metà degli anni trenta la Hurston pubblicò alcuni racconti e Mules and Men (1935), che venne salutato con favore dalla critica e fu un'innovazione della letteratura antropologica relativa al folclore afroamericano. Nel 1930 collaborò con Langston Hughes a Mule Bone: A Comedy of Negro Life in Three Acts, una commedia che non venne mai terminata e venne data alle stampe nel 1991.
Nel 1937 la Hurston venne premiata con la prestigiosa Guggenheim Fellowship per aver condotto ricerche etnografiche in Giamaica e ad Haiti. Tell Me Horse, pubblicato nel 1938, documenta le sue ricerche sui rituali africani in Giamaica e sul vudù haitiano. La Hurston tradusse le sue ricerche antropologiche nel teatro e il suo varietà The Great Day venne premiato al John Golden Theatre di New York nel 1932.
Negli anni trenta pubblicò i primi tre romanzi: Jonah's Gourd Vine (1934), I loro occhi guardavano Dio (1937), scritto durante il soggiorno ad Haiti e considerato il suo capolavoro, e Mose, l'uomo della montagna (1939).

### Anni '40 e '50
Negli anni quaranta le opere della Hurston vennero pubblicate in periodici come The American Mercury e The Saturday Evening Post. Il suo ultimo romanzo pubblicato, Seaph on the Suwantee, importante soprattutto perché focalizzato su personaggi bianchi, venne pubblicato nel 1948.
Nel 1954 il Pittsbourgh Courier le assegnò il compito di seguire il processo per l'omicidio di Ruby McCollum, la moglie di un malvivente locale, uccisa dal suo amante, un medico bianco. Contribuì anche a Woman in the Suwanee County Jail, un libro di Willam Bradford Huie, sostenitore dei diritti civili.

### Oscuramento pubblico
Le opere della Hurston vennero dimenticate per decenni, per ragioni sia culturali che politiche.
Molti lettori disapprovavano il modo in cui la Hurston nei suoi romanzi si serviva del dialetto afroamericano, dal momento che la narrativa dialettale statunitense storicamente aveva sempre avuto una marcata caratterizzazione razziale. Le sue scelte stilistiche riguardo ai dialoghi erano influenzate dalle sue esperienze accademiche. Pensando come una folclorista, la Hurston si sforzò di rappresentare il linguaggio in uso nel periodo riguardo a cui si era documentata attraverso le sue ricerche etnografiche.
Molti dei contemporanei della Hurston criticarono l'uso del dialetto considerandolo una caricatura della cultura afroamericana che trovava le sue radici nella tradizione razzista; più recentemente i critici hanno invece lodato la Hurston per il suo uso del linguaggio idiomatico. In particolare, alcuni scrittori associati con l'Harlem Renaissance erano critici nei confronti degli ultimi lavori perché erano in disaccordo con le posizioni generali del movimento. Una critica in particolare venne da Richard Wright nella sua recensione de I loro occhi guardavano Dio:
(Richard Wright)
Il carattere libertario delle opere della Hurston fu un altro ostacolo all'accettazione dei suoi libri da parte del pubblico. Negli anni trenta e quaranta, quando le sue opere furono pubblicate, il principale autore afroamericano era Richard Wright. A differenza della Hurston, Wright scriveva in termini esplicitamente politici, disincantati nei confronti del comunismo, utilizzando la lotta degli afroamericani per i diritti e il progresso economico come sfondo per le sue opere. Altri popolari autori afroamericani del tempo, come Ralph Waldo Ellison, erano in linea con le opinioni di Wright, mentre le opere della Hurston non affrontano la politica né le lotte ad essa connesse.

### Politica

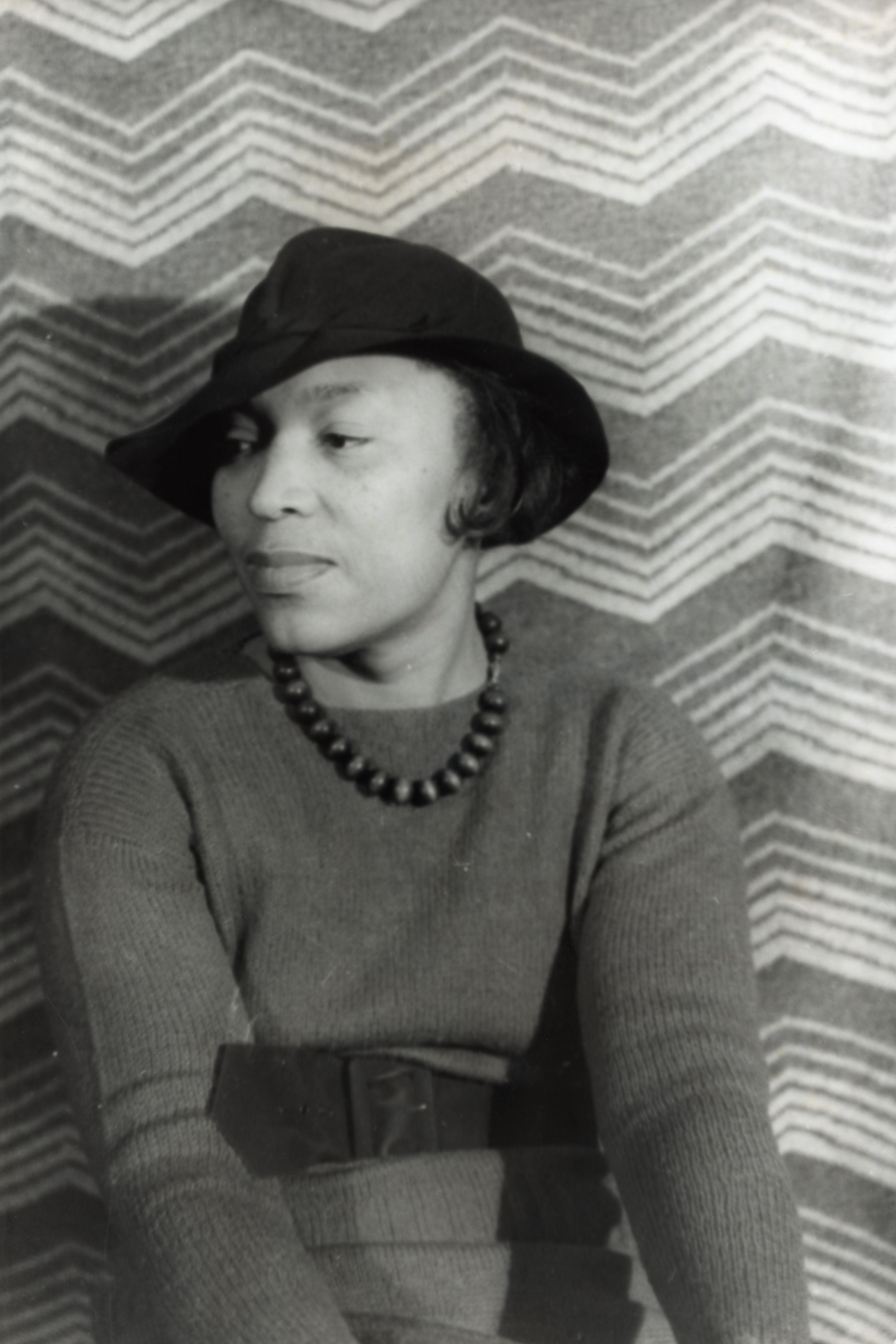
Zora Neale Hurston, foto di Carl Van Vechten (1938)

Zora era una repubblicana che simpatizzava per la Old Right ed era favorevole alla politica di auto-aiuto di Booker T. Washington. Era in disaccordo con le filosofie (inclusi comunismo e New Deal) sostenute invece dalla maggior parte degli artisti del Harlem Renaissance, come Langston Hughes, che negli anni trenta era un sostenitore dell'Unione Sovietica, lodata da molti per la sua poesia. A dispetto delle posizioni più comuni della Old Right nei confronti della politica nazionale ed estera, la Hurston non era una conservatrice sociale. Aveva essenzialmente una filosofia libertaria. Dai suoi scritti emerge scetticismo verso la religione tradizionale ed affinità nei confronti dell'individualismo femminista. Rispetto a questo, le sue posizioni erano simili a quelle di altre due scrittrici libertarie, Rose Wilder Lane e Isabel Paterson.
Nel 1952 la Hurston sostenne la campagna presidenziale del senatore Robert A. Taft. Come Taft, era contro la politica del New Deal di Roosevelt. Era anche contraria alla politica estera interventista di Roosevelt e Truman. Nella stesura originale della sua autobiografia, Dust Tracks on a Road, la Hurston paragona il governo degli Stati Uniti ad un recinto di beni rubati e ad un sistema di protezione delle attività illegali simile a quello mafioso. La Hurston pensava ironicamente che le stesse "persone che dicono che è una cosa nobile morire per la democrazia e la libertà... si arrabbiano inutilmente se qualcuno fa notare l'inconsistenza della loro morale... Noi, inoltre, consideriamo i proiettili delle mitragliatrici dei buoni lassativi per quegli infedeli costipati con idee tossiche su un paese di loro proprietà." Roosevelt "può insultare qualcuno attraverso un oceano" per le sue quattro libertà, ma non ha "il coraggio di parlare a bassa voce in casa". Quando Truman sganciò le bombe atomiche sul Giappone, lei lo definì il macellaio dell'Asia.
La Hurston si oppose alla decisione della corte suprema nel caso Brown contro Board of Education del 1954, la quale rendeva incostituzionale la segregazione razziale nelle scuole. Credeva che se le scuole separate erano veramente di pari livello (e credeva che lo stessero diventando) l'educazione di studenti bianchi e neri nella stessa classe non era migliore dell'educazione in classi separate. In più, era preoccupata dalla scomparsa di scuole ed insegnanti neri perché riteneva fossero un mezzo per trasmettere la cultura afroamericana alle generazioni più giovani. Diede voce alla sua opposizione in una lettera, Court Order Can't Make the Races Mix, che venne pubblicata nell'Orlando Sentine nell'agosto del 1955. Nonostante queste idee, la Hurston si è sempre opposta alla segregazione. Piuttosto era spaventata che la decisione della corte potesse diventare un precedente per un governo federale con pieno potere di minare la libertà individuale nel futuro.

### Riconoscimento postumo
Un articolo dal titolo In Search of Zora Neale Hurston, scritto da Alice Walker e pubblicato nel marzo 1975 dalla rivista Ms. Magazine, ridestò l'interesse per le sue opere, la riscoperta delle quali coincise con l'emergere di nuovi autori come Toni Morrison, Maya Angelou e della stessa Walker, le cui opere erano incentrate sul mondo afroamericano e includevano le lotte razziali, anche se non erano necessariamente incentrate su di esse.
La città di Eatonville, che la ispirò nelle sue opere, celebra la sua vita in un festival annuale, il Zora Neale Hurston Festival of the Arts and Humanities e la casa della Hurston è un National Historic Landmark. A Fort Pierce si tengono annualmente celebrazioni in onore della Hurston come Hattitudes, l'anniversario della nascita e un festival della durata di alcuni giorni alla fine di aprile chiamato Zora Fest.

#### Film e televisione
- Nel 1989 la PBS mandò in onda un dramma biografico intitolato My Name is Zora.[23]
- Aunjanue Ellis ha interpretato la Hurston nel film del 2004 Brother to Brother, che è ambientato in parte durante l'Harlem Renaissance.
- I loro occhi guardavano Dio venne adattato in un film per la televisione dallo stesso titolo dalla Harpo Productions, con una sceneggiatura di Suzan-Lori Parks. Nel film Halle Berry ha interpretato il personaggio di Janie Starks.
- Il 9 aprile 2008 la PBS ha trasmesso un documentario dal titolo Zora Neale Hurston, Jump at the Sun, scritto e prodotto da Kristy Andersen, come parte della serie American Masters.[24]

## Opere
- (Color Struck (1925) in Opportunity Magazine
- Sweat (1926)
- How It Feels to Be Colored Me (1928)
- Hoodoo in America (1931) in The Journal of American Folklore
- The Gilded Six-Bits (1933)
- Jonah's Gourd Vine (1934)
- Mules and Men (1935)
- Tell My Horse (1937)
- I loro occhi guardavano Dio (o Con gli occhi rivolti al cielo, 1937)
- Mose, l'uomo della montagna (1939)
- Dust Tracks on a Road (1942)
- Seraph on the Suwanee (1948)
- I Love Myself When I Am Laughing... and Then Again When I Am Looking Mean and Impressive: A Zora Neale Hurston Reader (curato da Alice Walker; introduction by Mary Helen Washington) (1979)
- Sanctified Church (1981)
- Spunk: Selected Stories (1985)
- Mule Bone: A Comedy of Negro Life (play, with Langston Hughes; edited with introductions by George Houston Bass and Henry Louis Gates, Jr., and the complete story of the Mule bone controversy.) (1991)
- The Complete Stories (introduction by Henry Louis Gates, Jr. and Sieglinde Lemke) (1995)
- Barracoon (1999) (pubblicato come Barraccoon - l'ultimo schiavo, 66thand2nd, 2019)
- Collected Plays (introduction by Jean Lee Cole and Charles Mitchell) (2008)